# Kuwait SC
Kuwait Sporting Club (tiếng Ả Rập: نادي الكويت الرياضي) là một câu lạc bộ bóng đá chuyên nghiệp tại Kuwait. Câu lạc bộ bóng đá đã giành Kuwait Premier League 11 lần, với một trong những gần đây nhất là năm 2013. Kuwait SC cũng có 37 cúp có tên của họ. Sân nhà của Kuwait SC là Sân vận động Câu lạc bộ Thể thao Al Kuwait ở Kaifan, đó là sân vận động lớn thứ 5 tại Kuwait. Kuwait SC là câu lạc bộ Kuwaiti đầu tiên của Kuwait giành ba danh hiệu vô địch của châu Á đó là Cúp AFC vào năm 2009, 2012, 2013. Kuwait SC cũng là một trong những câu lạc bộ thể thao đầu tiên đã được thành lập tại Kuwait.

## Sân vận động
Sân vận động Câu lạc bộ Thể thao Al Kuwait là một sân vận động đa năng nằm ở Thành phố Kuwait, Kuwait. Nó hiện đang được sử dụng chủ yếu cho trận bóng đá và sân nhà tổ chức các trận đấu của Al Kuwait Kaifan. Sân vận động có sức chứa 18,500 chỗ ngồi. Sân vận động tổ chức các trận đấu cuối cùng của Kuwait Emir Cup và Kuwait Crown Cup trong năm mùa giải vừa qua. Nó cũng đã tổ chức các trận đấu cho đội tuyển bóng đá quốc gia Kuwait tại Cúp bóng đá vùng Vịnh 1974, nơi Kuwait đã giành danh hiệu thứ ba sau chiến thắng 4-0 trước Ả Rập Saudi.

## Danh hiệu

### Trong nước
43 danh hiệu chính thức
- VIVA Premier League:
  - Vô địch (19): 1964–65, 1967–68, 1971–72, 1973–74, 1976–77, 1978–79, 2000–01, 2005–06, 2006–07, 2007–08, 2012–13, 2014–15, 2016/17, 2017/18, 2018/19, 2019/20, 2021/22, 2022/23, 2023/ 24
  - Á quân (10): 1969–70, 1971–72, 1974–75, 1975–76, 1984–85, 1987–88, 2004–05, 2010–11, 2011–12, 2013–14
- Cúp hoàng gia Kuwait:
  - Vô địch (11): 1976, 1977, 1978, 1980, 1985, 1987, 1988, 2002, 2009, 2013-2014, 2015-2016
  - Á quân (9): 1963, 1969, 1971, 1975, 1981, 1982, 2004, 2010, 2011
- Cúp vương miện hoàng tử Kuwait:
  - Vô địch (5): 1994, 2003, 2008, 2010, 2011
  - Á quân (6): 2002, 2004, 2005, 2006, 2009, 2014-2015
- Cúp liên đoàn Kuwait:
  - Vô địch (5): 1977–78, 1991–92, 2009-2010, 2011-2012 2014–15
  - Á quân (2): 2008, 2015-2016
- Siêu cúp Kuwait:
  - Vô địch (3): 2010, 2015, 2016
  - Á quân (4): 2008, 2009, 2013, 2014
- Cúp Al Kurafi:(defunct)
  - Vô địch (1): 2005
- Kuwait Joint League: 2 (không còn tồn tại)
  - Vô địch (2): 1976-1977, 1988-1989

### Châu Á
- AFC Cup:
  - Vô địch (3): 2009, 2012, 2013
  - Á quân (1): 2011

### Giao hữu
- Giải quốc tế Baniyas:
  - Vô địch (1): 2012

## Thống kê trong bóng đá châu Á
- AFC Champions League:5 lần tham dự

2002–03: Vòng loại Tây – Vòng 2
2005: Không vượt qua vòng bảng
2007: Không vượt qua vòng bảng
2008: Không vượt qua vòng bảng
2014: Vòng loại 3.
- AFC Cup: 7 lần tham dự

2009: Vô địch
2010: Vòng 1/16
2011: Á quân
2012: Vô địch
2013: Vô địch
2014: Tứ kết
2015: Bán kết
- Asian Club Championship: 1 lần tham dự

2002: Không vượt qua vòng bảng
| Mùa giải | Giải đấu                | Vòng                     |                                      | Câu lạc bộ         | Sân nhà             | Sân khách           |
| -------- | ----------------------- | ------------------------ | ------------------------------------ | ------------------ | ------------------- | ------------------- |
| 2001–02  | Asian Club Championship | Vòng 1                   | Syria                                | Jableh             | 2–0                 | 0–0                 |
|          |                         | Vòng 2                   | Nhà nước Palestine                   | Al-Quds Club       | 3–2                 | 6–1                 |
|          |                         | Không vượt qua vòng bảng | Uzbekistan                           | Nasaf Qarshi       | 1–1                 | 1–1                 |
|          |                         |                          | Các Tiểu vương quốc Ả Rập Thống nhất | Al-Wahda           | 2–2                 | 2–2                 |
|          |                         |                          | Iran                                 | Esteghlal          | 0–3                 | 0–3                 |
| 2002–03  | AFC Champions League    | Vòng 2                   | Các Tiểu vương quốc Ả Rập Thống nhất | Al-Ahli            | 3–1                 | 0–2                 |
| 2005     | AFC Champions League    | Không vượt qua vòng bảng | Uzbekistan                           | Neftchi            | 1–0                 | 0–1                 |
|          |                         |                          | Qatar                                | Al-Sadd            | 0–1                 | 0–3                 |
|          |                         |                          | Các Tiểu vương quốc Ả Rập Thống nhất | Al-Ahli            | 1–0                 | 3–3                 |
| 2007     | AFC Champions League    | Không vượt qua vòng bảng | Ả Rập Xê Út                          | Al-Hilal           | 0–0                 | 1–1                 |
|          |                         |                          | Uzbekistan                           | Pakhtakor          | 0–1                 | 1–2                 |
| 2008     | AFC Champions League    | Không vượt qua vòng bảng | Iran                                 | Saipa              | 1–1                 | 0–1                 |
|          |                         |                          | Iraq                                 | Al-Quwa Al-Jawiya  | 1–2                 | 0–0                 |
|          |                         |                          | Các Tiểu vương quốc Ả Rập Thống nhất | Al-Wasl            | 2–1                 | 0–1                 |
| 2009     | AFC Cup                 | Không vượt qua vòng bảng | Jordan                               | Al-Wahdat          | 1–0                 | 1–1                 |
|          |                         |                          | Syria                                | Al-Karamah         | 2–1                 | 1–2                 |
|          |                         |                          | Ấn Độ                                | Mohun Bagan        | 6–0                 | 1–0                 |
|          |                         | Vòng 1/16                | Ấn Độ                                | Dempo              | 3–1                 | 3–1                 |
|          |                         | Tứ kết                   | Iraq                                 | Arbil              | 1–1                 | 1–0                 |
|          |                         | Bán kết                  | Hồng Kông                            | South China        | 2–1                 | 1–0                 |
|          |                         | Chung kết                | Syria                                | Al-Karamah         | 2–1                 | 2–1                 |
| 2010     | AFC Cup                 | Không vượt qua vòng bảng | Yemen                                | Al Hilal           | 2–2                 | 2–0                 |
|          |                         |                          | Ấn Độ                                | Churchill Brothers | 7–1                 | 2–2                 |
|          |                         | Vòng 1/16                | Syria                                | Al-Ittihad         | 1–1(aet) (4–5) pso) | 1–1(aet) (4–5) pso) |
| 2011     | AFC Cup                 | Không vượt qua vòng bảng | Jordan                               | Al-Wahdat          | 1–3                 | 0–1                 |
|          |                         |                          | Oman                                 | Al-Suwaiq          | 0–0                 | 3–1                 |
|          |                         |                          | Iraq                                 | Al Talaba          | 1–0                 | 2–1                 |
|          |                         | Vòng 1/16                | Kuwait                               | Qadsia             | 2–2(aet) 3–2(pso)   | 2–2(aet) 3–2(pso)   |
|          |                         | Tứ kết                   | Thái Lan                             | Muangthong United  | 1–0                 | 0–0                 |
|          |                         | Bán kết                  | Iraq                                 | Arbil              | 3–3                 | 2–0                 |
|          |                         | Chung kết                | Uzbekistan                           | Nasaf Qarshi       | 1–2                 | 1–2                 |
| 2012     | AFC Cup                 | Không vượt qua vòng bảng | Ả Rập Xê Út                          | Al-Ettifaq         | 1–5                 | 2–2                 |
|          |                         |                          | Maldives                             | VB Sport Club      | 7–1                 | 2–2                 |
|          |                         |                          | Liban                                | Al Ahed            | 1–0                 | 4–0                 |
|          |                         | Vòng 1/16                | Kuwait                               | Qadsia             | 1–1(aet) 3–1(pso)   | 1–1(aet) 3–1(pso)   |
|          |                         | Tứ kết                   | Jordan                               | Al-Wehdat          | 0–0                 | 3–0                 |
|          |                         | Bán kết                  | Ả Rập Xê Út                          | Al-Ettifaq         | 4–1                 | 2–0                 |
|          |                         | Chung kết                | Iraq                                 | Arbil              | 4–0                 | 4–0                 |
| 2013     | AFC Cup                 | Không vượt qua vòng bảng | Tajikistan                           | Regar-TadAZ        | 5–0                 | 3–1                 |
|          |                         |                          | Liban                                | Al-Safa            | 3–1                 | 0–1                 |
|          |                         |                          | Bahrain                              | Riffa SC           | 2–3                 | 2–0                 |
|          |                         | Vòng 1/16                | Iraq                                 | Dohuk              | 1–1(aet) 4–1(pso)   | 1–1(aet) 4–1(pso)   |
|          |                         | Tứ kết                   | Maldives                             | New Radiant        | 5–0                 | 7–2                 |
|          |                         | Bán kết                  | Ấn Độ                                | East Bengal        | 4–2                 | 3–0                 |
|          |                         | Chung kết                | Kuwait                               | Al-Qadsia          | 2–0                 | 2–0                 |
| 2014     | AFC Champions League    | Vòng 1                   | Iraq                                 | Al-Shorta          | 1–0                 | 1–0                 |
|          |                         | Vòng 2                   | Uzbekistan                           | Lokomotiv Tashkent | 3–1                 | 3–1                 |
|          |                         | Vòng 3                   | Qatar                                | Lekhwiya SC        | 1–4                 | 1–4                 |
|          | AFC Cup                 | Group                    | Liban                                | Nejmeh SC          | 2–1                 | 0–0                 |
|          |                         | Group                    | Oman                                 | Fanja              | 4–0                 | 1–3                 |
|          |                         | Group                    | Syria                                | Al-Jaish           | 2–0                 | 2–0                 |
|          |                         | Vòng 1/16                | Bahrain                              | Al Riffa           | 2–0                 | 2–0                 |
|          |                         | Tứ kết                   | Indonesia                            | Persipura Jayapura | 3–2                 | 1–6                 |
| 2015     | AFC Cup                 | Group                    | Liban                                | Nejmeh SC          | 4–1                 | 2–1                 |
|          |                         | Group                    | Bahrain                              | Riffa S.C.         | 2–1                 | 1–2                 |
|          |                         | Group                    | Syria                                | Al-Jaish           | 0–1                 | 0–0                 |
|          |                         | Vòng 1/16                | Iraq                                 | Al Shorta SC       | 2–0                 | 2–0                 |

## Cầu thủ

### Đội hình
Ghi chú: Quốc kỳ chỉ đội tuyển quốc gia được xác định rõ trong điều lệ tư cách FIFA. Các cầu thủ có thể giữ hơn một quốc tịch ngoài FIFA.
| Số | VT | Quốc gia | Cầu thủ                      |
| -- | -- | -------- | ---------------------------- |
| 1  | TM | Kuwait   | Mos'aab Al Kandari           |
| 2  | HV | Kuwait   | Yaqoub Al Taher              |
| 3  | HV | Kuwait   | Fahad Awadh                  |
| 7  | TV | Kuwait   | Fahad Al Enezi               |
| 8  | TV | Kuwait   | Abdullah Al Buraiki          |
| 9  | TV | Kuwait   | Abdulhadi Khamis             |
| 10 | TĐ | Brasil   | Rogerinho                    |
| 11 | TĐ | Kuwait   | Ali Al Kandari               |
| 13 | HV | Oman     | Abdul Sallam Amur            |
| 15 | TV | Kuwait   | Waleed Ali                   |
| 16 | TĐ | Kuwait   | Khaled Al Azemi              |
| 18 | TV | Kuwait   | Jarah Al Ateeqi (Đội trưởng) |
| 19 | TĐ | Brasil   | Vinícius Lopes               |
| 20 | HV | Kuwait   | Hussain Hakem                |
| 22 | TM | Kuwait   | Bader Al Azmi                |
| 25 | HV | Kuwait   | Fahed Jahel                  |

| Số | VT | Quốc gia    | Cầu thủ                         |
| -- | -- | ----------- | ------------------------------- |
| 29 | TV | Kuwait      | Mohammad Al Azmi                |
| 31 | TV | Kuwait      | Sami Al Sanea                   |
| 32 | TĐ | Kuwait      | Ahmad Al Saqer                  |
| 33 | HV | Kuwait      | Fahad Hamoud                    |
| 34 | TM | Kuwait      | Abdulrahman Al Hussainan        |
| 35 | TV | Kuwait      | Nasser Al Shaqqath              |
| 37 | TV | Kuwait      | Sherida Khaled                  |
| 38 | HV | Kuwait      | Fahad Al Ansari                 |
| 41 | TV | Kuwait      | Yousef Rubaie                   |
| 42 | TĐ | Kuwait      | Abdullah Al Sallal              |
| 43 | TĐ | Kuwait      | Yaqoub Husain                   |
| 44 | HV | Kuwait      | Mohammad Al Faresi              |
| 47 | TV | Kuwait      | Shaeem Al Khamees               |
| —  | TV | Colombia    | Jairo Palomino                  |
| —  | TĐ | Kuwait      | Hamza Al-Dardour                |
| —  | TĐ | Bờ Biển Ngà | Juma Saeed (mượn từ Al-Salmiya) |

## Chủ tịch và quản lý

### Danh sách chủ tịch
| Năm     | Tên                        |
| ------- | -------------------------- |
| 1961–63 | Mohamed Al Khaled Al Zayed |
| 1963–65 | Fahad Al Marzoq            |
| 1965–72 | Khidair Masha'an           |
| 1972–74 | Mubarak Al Asfoor          |
| 1974–81 | Khidair Masha'an           |
| 1981–92 | Ali Thunaien Al Ghanim     |
| 1992–94 | Ghassan Al Nesf            |
| 1994–00 | Mohammed Al-Sager          |
| 2000–02 | Jassim Al Mahri            |
| 2002    | Issam Al Sager             |
| 2002    | Youssuf Al Munais          |
| 2002–08 | Marzouq Al-Ghanim          |
| 2008–   | Abdulaziz Al Marzouq       |

### Danh sách quản lý

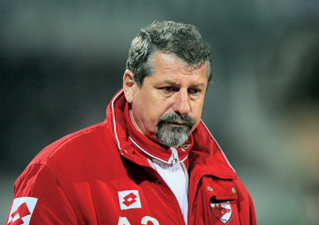
Marin Ion, quản lý của câu lạc bộ 2012-2014, khi giành Kuwait Premier League và AFC Cup hai lần vào năm 2012 và 2013 với đội

| Năm     | Tên               |
| ------- | ----------------- |
| 1987–89 | Allan Jones       |
| 1989–96 | John Cartwright   |
| 1996    | Oleh Bazylevych   |
| 1996–97 | Slobodan Pavković |
| 2001–02 | Rainer Bonhof     |
| 2002–03 | Ján Pivarník      |
| 2003    | Saleh Zakaria     |
| 2003–04 | Giba              |
| 2004    | Saleh Zakaria     |
| 2004–05 | Mohamed Abdullah  |
| 2005    | Theo Bücker       |
| 2005–06 | Rodion Gačanin    |
| 2006    | Mohamed Abdullah  |

| Năm       | Tên                      |
| --------- | ------------------------ |
| 2006–07   | Willem Leushuis          |
| 2007      | Mohamed Abdullah         |
| 2007–08   | Rodion Gačanin           |
| 2008      | Radmilo Ivančević        |
| 2008–09   | Laurent Banide           |
| 2009      | Néstor Clausen           |
| 2009–10   | Mohamed Abdullah         |
| 2010      | Arthur Bernardes         |
| 2010      | Mohamed Abdullah         |
| 2010–11   | José Romão               |
| 2011–12   | Dragan Talajić           |
| 2012–14   | Marin Ion                |
| 2014      | Aziz Hamada              |
| 2014–2016 | Mohammed Ebrahim Hajeyah |
| 2016-     | Laurent Banide           |

## Thể thao khác
Bên cạnh bóng đá, câu lạc bộ có các đội thể thao bóng ném, bóng rổ, bóng chuyền, bóng nước, bóng quần, điền kinh, thể hình, bơi lội, quyền Anh, judo và cử tạ.
Kuwait SC xuất bản một tạp chí hàng tháng kể từ năm 2007.

## Nhà tài trợ câu lạc bộ
- Wataniya Telecom
- Platinum
- BMW